# Bisdom Tabasco
Het bisdom Tabasco (Latijn: Dioecesis Tabasquensis) is een rooms-katholiek bisdom met als zetel Villahermosa, de hoofdstad van de staat Tabasco in Mexico. Het bisdom is suffragaan aan het aartsbisdom Yucatán. 

## Geschiedenis
Het bisdom werd opgericht op 25 mei 1880, uit delen van het bisdom Yucatán, en was suffragaan aan het aartsbisdom Mexico. Op 23 juni 1891 wisselde het van kerkprovincie en werd suffragaan aan het nieuw verheven aartsbisdom Antequera. Op 11 november 1906 veranderde het nogmaals van kerkprovincie en werd suffragaan aan het nieuw verheven aartsbisdom Yucatán. 

## Parochies
Het bisdom had in 2020 een oppervlakte van 24.738 km2 en telde 2.828.527 inwoners waarvan 65,0% rooms-katholiek was.

## Bisschoppen
- Agustín de Jesús Torres y Hernandez (18 november 1881 - 30 juli 1885)
- Perfecto Amézquita y Gutiérrez (10 juni 1886 - 3 december 1896)
- Francisco Maria Campos y Angeles (3 december 1897 - 12 oktober 1907)
- Leonardo Castellanos y Castellanos (7 augustus 1908 - 19 mei 1912)
- Antonio Hernández y Rodríguez (2 december 1912 - 23 september 1922)
- Pascual Díaz y Barreto (11 december 1922 - 25 juni 1929)
- Vicente Camacho y Moya (14 februari 1930 - 18 februari 1943)
- José de Jesús Angulo del Valle y Navarro (2 juni 1945 - 19 september 1966)
- Antonio Hernández Gallegos (24 februari 1967 - 22 oktober 1973)
- Rafael Garcia González (30 mei 1974 - 4 januari 1992)
- Florencio Olvera Ochoa (19 oktober 1992 - 22 februari 2002)
- José Benjamín Castillo Plascencia (8 februari 2003 - 29 april 2010)
- Gerardo de Jesús Rojas López (7 december 2010 - heden)

Yucatán (aartsbisdom) · Campeche · Cancún-Chetumal · Tabasco